# LA7
LA7 è una emittente televisiva privata italiana di proprietà del gruppo Cairo Communication. La programmazione è di tipo generalista, caratterizzata dalla presenza di programmi di approfondimento e di intrattenimento. Lo speaker ufficiale della rete è il doppiatore Francesco Prando e la raccolta pubblicitaria è affidata alla concessionaria Cairo Pubblicità. Il canale è disponibile in Italia via digitale terrestre e via satellite, con Sky Italia e Tivùsat, e in Svizzera via cavo.

## Storia

### Origini ed esordi
Il 5 agosto 1974 nacque Telemontecarlo (TMC), emittente televisiva di lingua italiana del Principato di Monaco e lo stesso giorno andava in onda il varietà musicale Un peu d'amour, d'amitié et beaucoup de musique con Jocelyn che lo conduce per due edizioni e che diventò, negli anni settanta, la principale e unica concorrente dei canali pubblici della Rai (che poi acquisterà il 50% delle azioni del canale nel 1982), essendo una delle poche emittenti televisive internazionali in lingua italiana ricevibili in Italia. Venne fondata da Télé Monte Carlo, televisione nazionale monegasca in lingua francese, e fin dal primo anno trasmise a colori, ancor prima che Rai iniziasse ufficialmente le trasmissioni televisive con questa tecnologia. Nel mese di agosto del 1985 la proprietà venne ceduta ai brasiliani di Rede Globo, che le diedero il loro logo. Nel 1990 entra come socio minoritario dell'emittente la Montedison. A metà degli anni '90 l'emittente viene acquistata da Vittorio Cecchi Gori che l'affianca a Videomusic, rinominata nel 1996 TMC 2.
Il 6 agosto 2000, dopo un mese e mezzo di lunghe trattative seguite al sorgere di difficoltà economiche di Cecchi Gori, Seat Pagine Gialle (di Telecom Italia) acquistò TMC e TMC 2 con l'intento di creare un nuovo network che raggiunse, nel medio periodo, uno share del 5%. La nuova proprietà decise che, per rilanciare una volta per tutte il canale, c'era bisogno di adottare una veste e un nome del tutto nuovi così da renderlo in grado di competere con i canali nazionali principali dell'epoca (i tre della Rai e i tre di Mediaset). Il nuovo editore intendeva puntare, come aveva dichiarato fin dall'inizio, a un target giovanile per il rilancio della rete e per questo venne nominato direttore Roberto Giovalli, già direttore di Italia 1. L'ultima stagione venne vissuta come un periodo di transizione, dove vennero confermati i palinsesti decisi in precedenza, ma allo stesso tempo si stava lavorando a un progetto di una nuova TV.
In una conferenza stampa tenuta il 3 maggio 2001 alla presenza dell'amministratore delegato Ernesto Mauri e del direttore di rete Roberto Giovalli venne comunicato ufficialmente che TMC sarebbe diventata LA7, e che la nuova rete sarebbe stata lanciata il 24 giugno successivo. Questo cambio di nome era nell'aria perché ormai il marchio Telemontecarlo da tantissimo tempo non corrispondeva più alla realtà che si era venuta a creare, visto che di monegasco non aveva più nulla e quindi non aveva più senso il suo utilizzo.
Iniziò ben presto una campagna acquisti per il nuovo corso dell'emittente, e il più importante fu quello di Gad Lerner, ex direttore del TG1, che il 6 giugno fu nominato nuovo direttore di TMC News e con esso gli furono affidate anche le direzioni della redazione sportiva TMC Sport, e della redazione giornalistica di TMC 2, quest'ultimo incarico assunto il 18 giugno. Molto si investì anche nella campagna pubblicitaria con promo televisivi su entrambe le reti, e con cartelloni per le strade che recitavano lo slogan: LA7 difficile spegnerla. Inoltre nei due mesi precedenti, ogni cinque minuti il logo di TMC iniziava a roteare per alcuni secondi, mostrando quello di LA7, per poi fermarsi e tornare a quello di TMC.
Il passaggio da TMC a LA7 avvenne il 24 giugno 2001 con una serata inaugurale dal titolo Prima serata in onda dalle 20:30, condotta da Fabio Fazio e Luciana Littizzetto dalla discoteca Alcatraz di Milano e che vide come ospiti Gad Lerner, Pino Daniele, Francesco De Gregori, Giuliano Ferrara, Sabina Guzzanti, Geri Halliwell, Neri Marcorè, Vincenzo Montella, Eros Ramazzotti e Nina Morić; in contemporanea, per la sola zona del Lazio, venne trasmesso in diretta il concerto di Antonello Venditti al Circo Massimo per festeggiare la vittoria del terzo scudetto della Roma. L'effettiva nascita di LA7 fu sancita tramite un gesto simbolico compiuto alle ore 22:35, quando i conduttori si misero in collegamento video con la casa di un'arzilla signora settantenne la quale, invitata a premere il tasto 7 del proprio telecomando, fermò la rotazione del logo TMC-LA7 che era in corso sin dall'inizio del programma di gala: tale gesto voleva rappresentare una sorta di "spartiacque" tra un prima e un dopo diversi tra loro, e da quel momento TMC divenne ufficialmente LA7. Ma in realtà fino alla mezzanotte del 9 settembre 2001 il logo di TMC si affiancò al nuovo marchio in alto a destra del teleschermo completamente trasparente. Questa disposizione dei loghi fu fatta per abituare gradualmente il pubblico al nuovo marchio adottato dall'emittente, e dimostrare una sorta di continuità e innovazione allo stesso tempo. Gli ascolti furono altissimi per un'emittente così piccola (circa 2 milioni di telespettatori). La linea editoriale scelta per il canale è quella di una televisione giovanile in concorrenza con Italia 1. Per questo viene scelto come direttore di rete Roberto Giovalli, in passato alla guida della rete di Mediaset. Giovalli chiama a disegnare il logo, l'immagine di rete e le sigle dei programmi, l'art director Alberto Traverso, con cui aveva precedentemente collaborato proprio ad Italia 1.
Vennero ingaggiati personaggi importanti provenienti da Rai e Mediaset come Fabio Fazio - che oltre a condurre la serata di gala inaugurale, avrebbe dovuto presentare in seguito un proprio talk show, cancellato a tre giorni dall'esordio - oltre a Gad Lerner, come direttore del telegiornale (TG LA7, che ereditò la redazione del precedente TMC News), Roberta Lanfranchi, Platinette e i giornalisti Valeria Benatti e Giuliano Ferrara. Le produzioni trasmesse, tra cui alcuni format inediti, però non convincono e gli ascolti non raggiungono le aspettative fermando a uno share medio del 2%, stesso risultato di quando la rete si chiamava Telemontecarlo.
Dopo l'acquisizione di Telecom Italia da parte di Marco Tronchetti Provera alla fine del 2001, ne fu cambiata totalmente la linea editoriale, ormai dedicata prevalentemente all'informazione e all'approfondimento giornalistico. Quasi tutti i programmi della gestione precedente, dunque, vennero cancellati e cambiarono anche i volti del canale; a culmine di questo rinnovamento, fu cambiato anche il logo, caratterizzato da forme più pulite e diversi colori rispetto al precedente. Del precedente palinsesto furono mantenuti pochi programmi come Il processo di Biscardi mentre se ne aggiunsero di nuovi come Omnibus e Otto e mezzo.
Vennero avanzate ipotesi di motivi politici legati al conflitto di interessi di Silvio Berlusconi, in quegli anni al governo, per quanto riguarda questo cambio di programmazione della rete.
L'archivio di Telemontecarlo è oggi proprietà di LA7, ma non è completo, in quanto manca tutto il materiale realizzato nella sede del Principato di Monaco e in quella di Milano nel periodo che va dal 1974 al 1985, ovvero quando la Telemontecarlo italiana era di proprietà franco-monegasca, perché non è stato ceduto durante la vendita a Rede Globo. Tale materiale è ancora oggi proprietà di Groupe TF1 (società proprietaria della Tele Monte Carlo francese). L'archivio appartenente a LA7 comprende dunque tutto il materiale realizzato dall'autunno 1985 in poi, ovvero alle produzioni andate in onda a partire dall'inizio della gestione di Rede Globo, che venivano realizzate in prevalenza dalla sede romana di via della Balduina (inaugurata proprio all'inizio della gestione brasiliana del canale) e in misura minore da quella monegasca e da quella milanese. Il motivo della mancanza del materiale della prima gestione è dovuta anche al fatto che le trasmissioni realizzate a Milano erano solo registrate, mentre per la messa in onda si portava la cassetta in automobile fino a Monte Carlo per poi essere da lì irradiata e poi inserita dunque nell'archivio della suddetta sede.
L'unico detentore e depositario del nome Tele Monte-Carlo è il canale di lingua francese perché quello in lingua italiana, fin dalla sua nascita, era solo una filiale del primo e la sua vera ragione sociale era TVI-TV Internazionale. Per cui l'emittente, quando, durante gli ultimi mesi della gestione Cecchi Gori Group e con l'inizio della gestione Telecom Italia Media, cessò di trasmettere dal territorio monegasco, per continuare a utilizzare il marchio Tele Monte Carlo in Italia dovette pagare i diritti al canale di lingua francese di comproprietà del Governo del Principato di Monaco e di TF1, in base a un accordo siglato in precedenza con le autorità monegasche. Il pagamento di questi diritti cessò quando l'emittente cambiò nome in LA7.

### La concorrenza con Rai/Mediaset
Dopo ulteriori aggiustamenti al palinsesto e grazie alla presenza di volti noti come Gad Lerner, Giuliano Ferrara, Piero Chiambretti e Daria Bignardi, a partire dal 2003 gli ascolti iniziarono una lenta crescita arrivando al 3-4% di share, seppur la quota di mercato continuasse a essere parecchio inferiore a quella di Rai e Mediaset.

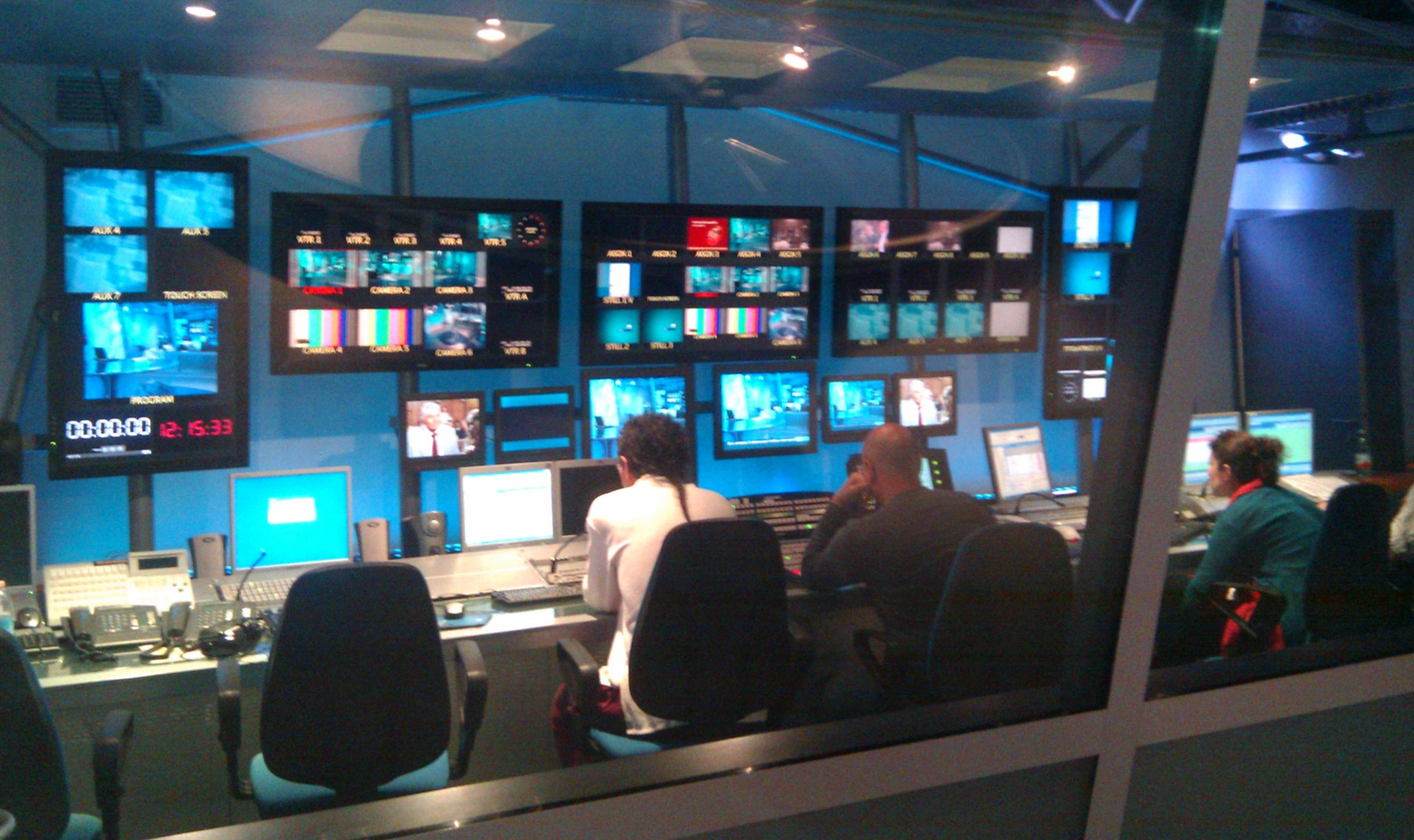
Regia televisiva di uno degli studi romani di LA7

L'arrivo di trasmissioni come Omnibus e Markette fa arrivare il canale oltre il 5-6% di share, con punte dell'8% nel 2006 per il primo, riuscendo a superare quasi sempre Rete 4 e Rai 3, e una media dell'11% di share per il secondo; altri programmi di successo furono Il processo di Biscardi, Otto e mezzo, Atlantide e Le invasioni barbariche con quest'ultimo vincitore nel 2007 del Telegatto. Direttore di rete in questo periodo è Antonio Campo Dall'Orto, mentre il TG LA7 è guidato da Giulio Giustiniani, che dall'autunno 2004 posticipa l'inizio dell'edizione principale dalle 19:45 alle 20:00 in diretta concorrenza con TG1 e TG5. Altro successo fu la trasmissione dal 2004 delle partite del torneo di rugby Sei Nazioni; nel 2006, in seguito allo scandalo di Calciopoli, Aldo Biscardi lasciò la rete passando con l'emittente 7 Gold e il nuovo direttore della redazione sportiva divenne prima Darwin Pastorin e poi Antonello Piroso.
Nell'autunno del 2006 la rete propone il rinnovamento del TG LA7 alla cui direzione arriva Piroso, già vicedirettore della testata, e il ritorno di Niente di personale condotto da quest'ultimo. Paola Maugeri sostituisce Stefano Della Casa alla guida di La 25ª ora - Il cinema espanso; il programma di approfondimento scientifico Nirvana prende il posto di Stargate - Linea di confine; Natalino Balasso, in seconda serata, è invece protagonista e conduttore di Mitiko, programma di intrattenimento e non solo, che narra i miti greci in rapporto a quelli moderni per dimostrarne l'assoluta attualità (partecipano alla trasmissione Lella Costa e Marco Travaglio).
Dal mese di aprile 2007 è approdata su LA7 la giornalista Ilaria D'Amico con un talk show in prima serata intitolato Exit - Uscita di sicurezza, che nonostante non abbia ottenuto gli esiti di ascolto sperati, sarà riproposto e grazie ad una serie di aggiustamenti riuscirà ad accrescere la propria audience. A maggio, la rete trasmette in esclusiva la Coppa America di vela. Il 3 novembre 2007, dopo anni di assenza dalla televisione, esordisce Daniele Luttazzi con Decameron, uno show satirico che al debutto registrerà l'8% di share; dopo un mese il programma venne però sospeso a causa del licenziamento in tronco di Luttazzi per una battuta che la direzione di LA7 ha ritenuto gravemente ingiuriosa nei confronti di Giuliano Ferrara, all'epoca conduttore di Otto e mezzo. Anni dopo, nel marzo 2012, LA7 perde la causa contro Luttazzi in quanto, secondo la sentenza, chiuse il programma in modo arbitrario e illegittimo e la battuta su Giuliano Ferrara non fu insulto, ma satira, condannando LA7 a un pagamento dei danni al comico. «Il tribunale di Roma ha tutelato il diritto di fare satira sancito dalla Costituzione» commenta Luttazzi sul suo blog.
Nel 2007 LA7 inizia una campagna per la raccolta di firme contro la pena di morte che si conclude con l'approvazione della moratoria, voluta dall'Europa, che salvò la vita a Kenneth Foster a 5 ore dalla sua esecuzione. L'emittente realizzerà una campagna anche per il condannato a morte Kevin Scott Varga. Nel gennaio 2007, Le invasioni barbariche riceve il Telegatto come miglior trasmissione televisiva nella categoria "Informazione e approfondimento". Si tratta del primo Telegatto assegnato ad una trasmissione di LA7.
Nell'estate 2007 Antonio Campo Dall'Orto abbandona la direzione del canale. Nel 2008 LA7 deve fare i conti con una grave crisi finanziaria interna a Telecom Italia e durante l'estate si parlò del rischio di chiusura dell'emittente; il nuovo direttore Quintilio Tombolini è costretto a ridimensionare gli investimenti e le spese della rete causando un drastico taglio di risorse in particolare per il TG LA7 che causeranno vari scioperi per tutto l'autunno 2008 con interruzione della regolare trasmissione del telegiornale per diverse volte, oltre l'abbandono di alcune star diventate troppo onerose per la rete: alla fine del 2008 Daria Bignardi e Piero Chiambretti lasciano la rete, causando la chiusura dei rispettivi programmi, Le invasioni barbariche e Markette, due dei programmi di maggior successo e che verranno ripresi su altre televisioni. Nonostante ciò nel 2008 esordì Lilli Gruber alla conduzione di Otto e mezzo, mentre restano confermati Gad Lerner, Maurizio Crozza, Ilaria D'Amico e Antonello Piroso con i rispettivi programmi. Alla fine del 2009 vengono avviate nuove produzioni. Il 4 dicembre 2009 viene lanciato il sito la7.tv che consente di rivedere integralmente i programmi dell'emittente. Nel 2009 coproduce la serie TV Non pensarci che sarà trasmessa dal 28 giugno 2010.

### Anni 2010
Nel 2010 arrivano nuove produzioni per la prima serata tra cui nuovi programmi con Maurizio Crozza e con Ilaria D'Amico. Dal 30 giugno dello stesso anno la direzione del TG LA7 viene affidata al noto giornalista Enrico Mentana, già direttore del TG5 dal 1992 al 2004, il quale svolge il ruolo di anchorman nell'edizione delle 20:00. L'edizione delle 12:30 del TG LA7 viene invece spostata alle 13:30, in contemporanea con il TG1; il notiziario viene inoltre trasmesso in formato 16:9 da un nuovo studio televisivo, facendo della rete l'unica emittente generalista italiana a trasmettere il proprio telegiornale in formato panoramico e la prima in Europa a trasmetterlo in diretta su YouTube grazie a un accordo realizzato per la prima volta in Italia al fine di rendere disponibile i programmi in formato integrale anche in internet. Con l'arrivo di Mentana la rete registra un notevole aumento negli ascolti, superando il 10% di share.
Nel marzo 2011 viene effettuato un completo restyling dell'immagine del canale adottando una nuova versione del logo. In occasione dei primi dieci anni della rete, LA7 realizzò e trasmise il programma La7 Colors, nel quale venivano mostrati spezzoni di trasmissioni storiche andate in onda sulla rete.
Vengono poi acquisiti i diritti per la trasmissione del torneo mondiale di beach volley di Roma e del World Grand Prix 2011 di volley femminile. Il 6 agosto 2011 il giornalista Paolo Ruffini diviene il nuovo direttore della rete.
Nel 2012 arrivano nuove star della televisione come Roberto Saviano, Benedetta Parodi, Serena Dandini e Sabina Guzzanti. La prima puntata del nuovo show di Fabio Fazio e Roberto Saviano, Quello che (non) ho, del 14 maggio 2012 venne seguita da 3.036.000 di telespettatori con uno share del 12,66%, record assoluto per LA7, superato due giorni dopo dalla terza ed ultima puntata del programma, con il 13,06% di share. Il 18 maggio 2012, per il ciclo Film evento, viene trasmesso il primo film tv prodotto da LA7: Vi perdono ma inginocchiatevi. Il 5 luglio 2012 il giornalista Michele Santoro esordisce con un nuovo talk-show, Servizio pubblico.
Il 10 gennaio 2013 la puntata di Servizio Pubblico con ospite Silvio Berlusconi fa registrare al canale il suo nuovo record d'ascolti: 8.670.000 telespettatori e il 33,68% di share, facendo di LA7 la rete più vista della prima e della seconda serata. È la seconda volta nella storia che un canale esterno al duopolio Rai-Mediaset vince la sfida degli ascolti del prime time.
Nel maggio 2012, Telecom Italia decide di avviare un processo di dismissione delle attività editoriali che fanno capo alla controllata Telecom Italia Media, tra cui LA7. Ne segue l’avvio di un processo di vendita di LA7, cui partecipano diversi potenziali acquirenti che culmina, nel febbraio 2013, in una trattativa in esclusiva con il Gruppo Cairo Communication, facente capo all’imprenditore Urbano Cairo, che già dal 2003 gestiva la pubblicità del canale. Nel marzo 2013 l’operazione si chiude con l’acquisto da parte di Cairo Communication dell’intero capitale di LA7, al prezzo di un milione di Euro. Ha quindi inizio il risanamento dell’azienda, che nel 2012 aveva un rosso di oltre 100 milioni di Euro e che, in meno di un anno, torna all’equilibrio economico grazie a un piano incentrato sul mantenimento della linea editoriale, la valorizzazione del target degli ascolti di LA7, e il contenimento dei costi sulle voci di spesa improduttive.
Nel mese di settembre 2013 iniziano a girare voci di una trattativa tra l'editore Urbano Cairo e Patrizia Mirigliani (organizzatrice del concorso di bellezza Miss Italia) per portare sul canale il concorso di bellezza, dopo la scadenza del contratto che questo aveva con la Rai; l'ipotetico arrivo del concorso di bellezza a LA7 viene accolto con alcune polemiche dal direttore del TG LA7 Enrico Mentana in quanto la kermesse, a suo dire, non sarebbe adatta al canale perché totalmente estranea alla linea editoriale dello stesso ma nonostante il parere negativo di Mentana la trattativa va in porto e dunque LA7 trasmette l'edizione di Miss Italia del 2013 in un'unica serata, il 27 ottobre, in prime time; a condurre la manifestazione ci sono Massimo Ghini, Cesare Bocci e Francesca Chillemi con il 5,51% di share e un picco di ascolto in tarda nottata al 16,09%, che porta il canale ad essere in quel momento la prima rete nazionale. A seguito di ciò la rete ha confermato la kermesse anche per il 2014. Nel 2014 arriva, in esclusiva per cinque anni, il giornalista Giovanni Floris.
LA7 svolge attività di trasmissione anche sul digitale terrestre utilizzando il multiplex Cairo Due. È disponibile, sempre sul digitale terrestre, LA7d sui canali 29 e 229 del digitale terrestre, con produzioni e repliche targate LA7. Inoltre, è presente un altro canale di LA7: LA7 OnDemand.
A partire da settembre 2009 il network ha iniziato la trasmissione di alcuni suoi programmi in formato 16:9, sul satellite e sul digitale terrestre; in determinate zone, diversamente da quanto avviene con le altre principali reti, anche le emissioni analogiche avvengono in formato 16:9. Da lunedì 30 agosto 2010 anche il TG LA7, a seguito di un massiccio rinnovamento, inizia a trasmettere nel nuovo formato: è il primo telegiornale nazionale ad adottare tale standard. Inoltre LA7, sul mux TIMB 4, fruibile solo in Sardegna, trasmetteva due diverse versioni del suo canale, una in HDTV e l'altra in 3D, in quel periodo in fase di test. LA7 è stata la prima emittente televisiva italiana a rendere disponibile un canale, anche se di test, in 3D sul quale è stata trasmessa una partita della nazionale italiana di rugby in formato tridimensionale. In aggiunta, sempre a scopo sperimentale, il 18 aprile 2011 l'emittente ha trasmesso il film La Passione di Cristo in HD nativo sul canale LA7 HD.
Dal 12 luglio 2011 LA7 HD è stata visibile in tutto il territorio italiano, anche nelle zone non all-digital, trasmesso nel mux TIMB 2 e sul satellite. Dal 12 dicembre 2011 LA7 HD è stata visibile solo nelle aree dello switch-off sempre nel multiplex TIMB 2. La fase sperimentale del canale HD di LA7 si è conclusa a settembre 2011. Da allora tutti i programmi autoprodotti sono stati trasmessi anche in HD nativo sul canale LA7 HD (canale 507). Il 5 settembre 2011 LA7 trasmise sul canale 507 per la prima volta una sua autoproduzione in alta definizione: si trattava de L'infedele, talk show condotto da Gad Lerner.
I programmi televisivi prodotti e trasmessi da LA7 sono proposti anche in streaming, su un'apposita piattaforma web, RivediLA7.
Dal 18 luglio 2016 il canale in definizione SD viene veicolato anche dal mux Cairo Due.

### Anni 2020
Dal 21 dicembre 2020 è disponibile la versione HD sul satellite, il 28 dicembre viene aggiunto al canale 7 di Tivùsat, mentre la versione a definizione standard viene spostata al canale 107 fino a dicembre 2021.
In occasione dei 20 anni dalla nascita, LA7 ha realizzato e trasmesso La7 20 - Un racconto italiano, una serie di 5 episodi, consistenti in un collage di spezzoni riguardanti trasmissioni e personaggi salienti della storia della rete, la cui sigla rievoca la storia grafica della rete. Il primo episodio, intitolato Incipit, fu trasmesso domenica 20 giugno alle 20:35. Il 24 giugno, giorno di nascita di LA7, furono trasmessi in successione gli ultimi tre episodi, e in prima serata fu trasmesso un episodio speciale del programma Tagadà dedicato ai mesi trascorsi durante l'emergenza pandemica.
Il 24 marzo 2022 la versione SD venne rimossa da Tivùsat, rimanendo solo in HD.
Nel giugno 2022 ha vinto il bando del Consorzio Tutela Palio di Siena e per 4 anni acquisisce i diritti a partire dal 2022 di trasmettere il Palio di Siena (2 luglio e 16 agosto più eventuali palii straordinari) fino al 2025, togliendolo alla Rai (nello specifico il canale che lo trasmetteva era Rai 2).
Dal 12 settembre 2022, approda Caterina Balivo conducendo il quinto game show della storia di LA7, Lingo - Parole in gioco (sostituito dal 12 al 26 ottobre, da Diario Politico, uno speciale del TG LA7 dedicato alla nuova formazione del governo). Sempre nell'autunno del 2022, debutta anche Aldo Cazzullo, con "una giornata particolare", un programma originale in cui Cazzullo racconta le giornate che hanno cambiato la vita ad alcuni personaggi storici.
Dal 21 dicembre 2022 la versione in SD sul digitale terrestre passa in MPEG-4 ed è visibile in HD sul canale 7.
Dal 30 gennaio 2023 il canale è visibile anche tramite l'applicazione Sky Go su smartphone, tablet e PC.
Per la stagione 2023-2024 vi è l'arrivo di Massimo Gramellini che conduce il talk show In altre parole nell'access prime time del sabato e della domenica, e l'arrivo di David Parenzo alla conduzione de L'aria che tira in sostituzione di Myrta Merlino, passata a Mediaset. In orario preserale era inizialmente prevista una nuova edizione di Lingo - Parole in gioco che sarebbe dovuta andare in onda da gennaio 2024 con una nuova conduzione, visto il ritorno di Caterina Balivo in Rai, ma in seguito non ci sono state conferme e dunque il game-show è stato sostituito dal telefilm Padre Brown ed in seguito dal telefilm Bull. Sono stati poi riconfermati tutti i restanti programmi e presentatori, ad eccezione di Atlantide, a causa della scomparsa di Andrea Purgatori. Nel mese di dicembre approda al canale anche Corrado Augias con il nuovo programma La torre di Babele, trasmesso nella prima serata del lunedì a partire dal 4 dicembre. Nel marzo 2024 inizia anche la nuova serie del programma Inchieste da fermo, condotto da Federico Rampini, e trasmesso al mercoledì in prima serata, già testato durante la precedente stagione estiva. Lunedì 8 aprile inizia un nuovo programma d'inchiesta intitolato 100 minuti, condotto da Corrado Formigli ed Alberto Nerazzini, mentre nella tarda mattinata domenicale inizia un nuovo programma di lifestyle intitolato Amarsi un po' - Istruzioni per l'uso, condotto da Filippo Magnini e Samanta Togni, trasmesso a partire dal 14 aprile.
Il 30 aprile 2024 la versione in SD di LA7 viene definitivamente chiusa, un giorno dopo il restyling di LA7d.
Nel 2024, LA7 annuncia che l’esercizio 2023 ha chiuso con un utile di 100.000 Euro, concludendo così il turnaround iniziato con l’acquisizione da parte del Gruppo Cairo Communication nel 2013. Sempre nel 2024, LA7 è stata la terza rete per ascolti in prime time (fascia 20-22.30), con uno share del 5,7%.
Per la stagione 2024-2025 vi è la riconferma di tutti i programmi dell'annata precedente con in più l'arrivo di un nuovo game-show per la fascia preserale: la versione italiana di Family Feud, condotta da Flavio Insinna che viene trasmessa a partire dal 7 ottobre con il titolo Famiglie d'Italia, trasmesso fino al 3 aprile 2025 e poi chiuso a causa degli ascolti non soddisfacenti e non confermato per la stagione successiva. Dallo stesso giorno, Tagadà allunga la sua durata, andando in onda fino alle 17:30, mentre C'era una volta il Novecento viene sostituito da La torre di Babele Doc, versione quotidiana de La torre di Babele.

## Sede e centri di produzione
- Il centro di produzione principale di LA7 è a Roma in via Umberto Novaro, 32, traversa di via Teulada (già centro di produzione principale di Telemontecarlo dal 1998), accanto allo storico CPTV della Rai, di cui era la sede distaccata ed ospitava gli studi 7 e 8 del CPTV di Roma, dedicati alle trasmissioni di Telescuola.
- La sede della direzione, così come l'emissione del segnale, si trova invece in via della Pineta Sacchetti, 229, sempre a Roma.
- Il canale ha anche una sede a Milano, dal 2017 all'interno del quartier generale di RCS MediaGroup in Via Rizzoli, 8, mentre in precedenza si trovava in via Magolfa, 8 (zona Navigli), da dove andavano in onda principalmente i collegamenti per le diverse produzioni e saltuariamente il TG LA7.
- Per alcuni programmi che richiedono studi di più ampie dimensioni, vengono utilizzati centri di produzione esterni come gli studi Videa in via Livigno, 50, a Roma (Piazzapulita) e gli Studios (ex De Paolis) in via Tiburtina, 521, sempre a Roma (Dimartedì e Propaganda Live).

### Ex centri di produzione
- In passato alcuni programmi sono stati trasmessi dagli studi Infront (ora EMG Studios) in via Deruta, 20, a Milano (Crozza nel Paese delle Meraviglie, La Gabbia, Futbol, Victor Victoria, Cristina Parodi Live e Linea gialla), dagli studi App Media Group di via Belli, 14, a Milano (Le invasioni barbariche, Markette, G'Day e Eccezionale veramente) e dal Cine3 TV studio di via Lucrezia Romana, 13 a Roma (Lingo).

## Palinsesto attuale

### Eventi
- Palio di Siena (dal 2022)

### Informazione
- TG LA7 (dal 2001)
- Omnibus (dal 2002)
- Otto e mezzo (dal 2002)
- In onda (dal 2010)
- Bersaglio mobile (dal 2011)
- Maratona Mentana (dal 2011)
- Coffee Break (dal 2011)
- L’aria che tira (dal 2011)
- Piazzapulita (dal 2011)
- DiMartedì (dal 2014)
- Tagadà (dal 2015)
- L’aria che tira estate (dal 2015)
- Inchieste da fermo (dal 2023)
- In altre parole (dal 2023)
- 100 minuti (dal 2024)

### Intrattenimento
- Propaganda Live (dal 2017)
- Camera con Vista (dal 2018)
- Uozzap (dal 2018)
- Like - Tutto ciò che piace (dal 2019)
- L'ingrediente perfetto (dal 2019)
- Mica pizza e fichi (dal 2019)
- A te le chiavi (dal 2019)
- L’ingrediente perfetto - A tu per tu (dal 2023)
- Amarsi un po' - Istruzioni per l'uso (dal 2024)

### Divulgazione
- LA7 Doc (dal 2011)
- Belli dentro belli fuori (dal 2018)
- Eden - Un pianeta da salvare (dal 2019)
- Artbox (dal 2020)
- Bell'Italia in viaggio (dal 2021)
- Le parole della salute (dal 2022)
- Una giornata particolare (dal 2022)
- In viaggio con Barbero (dal 2023)
- La torre di Babele (dal 2023)
- La torre di Babele Doc (dal 2024)
- GIGAWATT - Tutto è energia (dal 2024)

### Sport
- Roshn Saudi League (dal 2023)[63]

### Serie
- Padre Brown (dal 2022)

## Ascolti

### Share mensile di LA7
Dati Auditel relativi al giorno medio mensile sul target individui 4+.
Nota: da maggio 2022 sono cambiati i criteri di valutazione di ascolti.
| Anno | Gen   | Feb   | Mar   | Apr   | Mag   | Giu   | Lug   | Ago   | Set   | Ott   | Nov   | Dic   | Media anno |
| ---- | ----- | ----- | ----- | ----- | ----- | ----- | ----- | ----- | ----- | ----- | ----- | ----- | ---------- |
| 2008 |       |       |       |       |       |       |       |       |       |       |       |       | 3,08%      |
| 2009 | 2,97% | 2,77% | 4,52% | 2,92% | 3,09% | 3,34% | 3,30% | 3,32% | 2,90% | 3,04% | 3,05% | 2,88% | 3,18%      |
| 2010 | 2,69% | 2,63% | 2,78% | 2,76% | 2,91% | 3,12% | 2,99% | 3,10% | 3,67% | 3,44% | 3,44% | 3,21% | 3,06%      |
| 2011 | 3,38% | 3,47% | 3,38% | 3,53% | 3,61% | 4,43% | 3,75% | 3,66% | 4,18% | 4,27% | 4,22% | 3,87% | 3,82%      |
| 2012 | 3,65% | 3,28% | 3,16% | 3,63% | 3,91% | 3,14% | 3,28% | 3,00% | 3,35% | 3,41% | 3,66% | 3,67% | 3,44%      |
| 2013 | 3,98% | 4,09% | 4,41% | 4,88% | 4,07% | 3,51% | 2,97% | 2,69% | 3,19% | 3,88% | 3,81% | 3,67% | 3,81%      |
| 2014 | 3,42% | 3,65% | 3,68% | 3,60% | 3,82% | 3,39% | 2,76% | 2,37% | 2,70% | 3,06% | 3,03% | 2,92% | 3,23%      |
| 2015 | 3,17% | 2,97% | 3,26% | 3,06% | 3,17% | 3,20% | 2,88% | 2,68% | 2,85% | 3,12% | 3,16% | 2,96% | 3,04%      |
| 2016 | 2,79% | 2,69% | 2,87% | 3,08% | 3,02% | 3,29% | 3,10% | 2,71% | 3,40% | 3,45% | 3,45% | 3,63% | 3,12%      |
| 2017 | 2,95% | 2,99% | 2,81% | 2,78% | 2,80% | 2,97% | 2,73% | 2,65% | 2,76% | 2,82% | 3,14% | 2,95% | 2,86%      |
| 2018 | 3,17% | 3,28% | 4,21% | 3,78% | 4,62% | 4,13% | 3,06% | 3,07% | 3,45% | 3,89% | 3,79% | 3,43% | 3,66%      |
| 2019 | 3,69% | 3,74% | 3,70% | 3,58% | 3,90% | 3,77% | 3,16% | 3,97% | 4,03% | 3,65% | 3,57% | 3,24% | 3,66%      |
| 2020 | 3,38% | 3,37% | 3,89% | 3,79% | 3,88% | 3,42% | 2,61% | 2,51% | 3,10% | 3,32% | 3,49% | 3,09% | 3,32%      |
| 2021 | 3,79% | 4,25% | 3,31% | 3,44% | 3,26% | 2,86% | 2,51% | 2,23% | 2,74% | 3,30% | 3,02% | 2,80% | 3,17%      |
| 2022 | 3,38% | 3,01% | 5,20% | 4,74% | 4,80% | 3,75% | 3,54% | 3,10% | 4,05% | 4,26% | 3,53% | 3,07% | 3,68%      |
| 2023 | 3,07% | 3,19% | 3,52% | 3,34% | 3,33% | 3,51% | 3,23% | 2,93% | 3,37% | 3,95% | 3,71% | 3,44% | 3,39%      |
| 2024 | 3,52% | 3,49% | 3,72% | 3,89% | 3,94% | 4,21% | 3,40% | 2,89% | 4,03% | 4,41% | 4,41% | 3,87% | 3,83%      |
| 2025 | 4,07% | 4,04% | 4,49% | 4,49% | 4,28% | 4,16% |       |       |       |       |       |       |            |

Il record di ascolti della rete è 8.670.000 spettatori, pari al 33,58% di share, ottenuto il 10 gennaio 2013 con una puntata di Servizio pubblico avente come ospite Silvio Berlusconi.

## Direttori
| Nome                    | Periodo   |
| ----------------------- | --------- |
| Roberto Giovalli        | 2001-2003 |
| Andrea Del Canuto       | 2003-2004 |
| Antonio Campo Dall'Orto | 2004-2007 |
| Quintilio Tombolini     | 2007-2011 |
| Paolo Ruffini           | 2011-2014 |
| Fabrizio Salini         | 2014-2017 |
| Andrea Salerno          | dal 2017  |

## Loghi

2001-2002
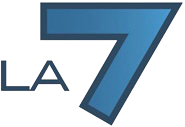
2002-2007
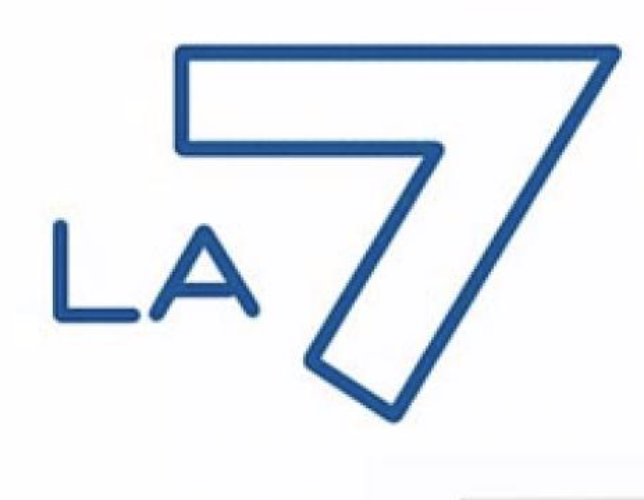
2007-2011
in uso dal 2011